# National Science Foundation
De National Science Foundation, afgekort tot NSF, is een onafhankelijk agentschap van de federale overheid in de Verenigde Staten, dat sinds 1950 alle niet-medisch fundamenteel wetenschappelijk onderzoek in de Verenigde Staten ondersteunt en coördineert. De rol kan vergeleken worden met wat de National Institutes of Health betekenen in de VS voor het medisch onderzoek. Analoog werd in Europa in 2007 de Europese onderzoeksraad opgericht.
Met een jaarlijks budget van 7,03 miljard Amerikaanse dollar (fiscaal jaar 2012) financiert het NSF ongeveer 20% van al het federaal ondersteund wetenschappelijk fundamenteel onderzoek dat plaatsvindt aan de Amerikaanse colleges en universiteiten. In sommige onderzoeksdomeinen, waaronder wiskunde, informatietechnologie, economie en sociale wetenschappen is het NSF de voornaamste bron van overheidsfinanciering.
De directeur en onderdirecteur van het NSF, en de 24 leden van de stuurgroep, de National Science Board, worden aangeduid door de President van de Verenigde Staten, en in hun aanstelling bevestigd door de Amerikaanse Senaat.
Andere Amerikaanse overheidsagentschappen met wetenschappelijke doelstellingen, zoals NASA of de National Institutes of Health baten eigen onderzoekscentra uit. NSF doet dit niet, en vervult zijn rol door het ter beschikking stellen van onderzoeksbudgetten over een bepaalde periode na een vergelijkend onderzoek in antwoord op specifieke voorstellen van de wetenschappelijke gemeenschap. Jaarlijks wordt zo ingegaan op ongeveer een vierde van de 40.000 concrete onderzoeksvoorstellen.
De NSF is georganiseerd met verschillende onderzoeksdirectoraten voor biowetenschappen, informatica en computeringenieurswetenschappen, ingenieurswetenschappen, geologie, andere exacte wetenschappen en menswetenschappen.

## Geschiedenis
De National Science Foundation werd opgericht op 10 mei 1950 door president Harry S. Truman, een tijd na de instelling en groei van meer gespecialiseerde onderzoeksagentschappen zoals de National Institutes of Health, de United States Atomic Energy Commission of de National Advisory Committee for Aeronautics. Ook na de installatie van NSF werden bijkomende, sterke meer gefocuste agentschappen gecreëerd waaronder uiteraard de National Aeronautics and Space Administration of het Defense Advanced Research Projects Agency, beiden in 1958. Het NSF kan evenwel over de Amerikaanse partijgrenzen heen rekenen op sterke ondersteuning en het geloof dat fundamenteel wetenschappelijk onderzoek van groot belang is, en kon zo haar onderzoeksdomeinen uitbreiden tot alle niet-medische takken van de wetenschap, en zag een gestage en forse toename van haar budgetten in de tweede helft van de 20e eeuw.

## Bekende onderzoeksprojecten
NSF is in de astronomie gekend voor de initiële uitbouw van het Kitt Peak National Observatory in 1958, en later voor de medefinanciering van onder meer de Arecibo radiotelescoop, het Gemini-observatorium of de Atacama Large Millimeter Array.
In het onderzoek op Antarctica, het United States Antartic Program, financiert het NSF dus ook mee het Zuidpoolstation Amundsen-Scott of volledig het Station McMurdo.
Geologisch onderzoek naar de aardkorst werd sterk mee door het NSF gefinancierd, reeds van bij het Project Mohole door boringen langs de Mohorovičić-discontinuïteit, later gevolgd door het Deep Sea Drilling Program, het Ocean Drilling Program en het huidige Integrated Ocean Drilling Program.
In de materiaalkunde neemt NSF in 1972 12 labo's over van DARPA, en bouwt hiermee in de VS verspreid over meerdere universiteiten een netwerk uit van Materials Research Science and Engineering Centers (MRSEC).
Hoewel DARPA met ARPANET de basis van het internet legt, neemt NSF de belangrijkste stimulerende rol in de jaren tachtig van de 20e eeuw al over en stimuleert verdere groei met het National Science Foundation Network. De webtechnologie wordt deels vanuit het door NSF gecofinancierd National Center for Supercomputing Applications ontwikkeld.
In de ontsluiting van wetenschappelijke kennis werkt het NSF aan de National Science Digital Library. Dit leverde onder andere ook MathWorld op.